# Biserica Adormirea Maicii Domnului din Tânganu
Biserica Adormirea Maicii Domnului din Tânganu este un monument istoric aflat pe teritoriul satului Tânganu, comuna Cernica. În Repertoriul Arheologic Național, monumentul apare cu codul 101797.03.
Biserică în plan trilobat, cu ferestre mari cu semicerc în partea de sus ctitorită 1462-1474. O turlă mare octogonală deschisă pe naos si două turle mici cu bază pătrată, închise pe pronaos. Pridvorul adăugat ulterior. Între naos si pronaos doi stâlpi si bolti. Catapeteasmă din lemn pictat cu două registre de icoane. Frescă neobizantină.